# Anolis pogus
Anolis pogus – gatunek jaszczurki z rodziny Anolidae. Endemit wyspy St. Martin na Karaibach.

## Systematyka
Gatunek ten zaliczany jest do rodzaju Anolis, klasyfikowanego obecnie w monotypowej rodzinie Anolidae. W przeszłości rodzaj ten zaliczany był do licznej w gatunki rodziny legwanowatych (Iguanidae).

## Rozmieszczenie geograficzne
Jaszczurka ta występuje na karaibskiej wyspie St. Martin o powierzchni 87 km², dlatego nie występując na całej wyspie, zauropsyd musi mieć zasięg występowania jeszcze mniejszy. Zwierzę to występowało także na Anguilli, gdzie jednak prawdopodobnie wyginęło.
Jaszczurki te najczęściej żyją w wąwozach w głębi lądu, ale według nowszych badań rozprzestrzenione są po całej wyspie, także na nizinach, gdzie kiedyś były rzadkie lub nie występowały w ogóle. Zamieszkują siedliska umiarkowanie wilgotne i suche.

## Zagrożenia i ochrona
W Czerwonej księdze gatunków zagrożonych IUCN Anolis pogus jest klasyfikowany jako gatunek bliski zagrożenia (NT, ang. Near Threatened).
Wedle szacunków opublikowanych w 1991 przez Schwartza i Hendersona na hektar przypada od 440 do 5680 osobników.